# 高橋久美子
高橋久美子（日语：／ Takahashi Kumiko，1962年2月20日—），日本女性動畫師、人物設計師。出身於埼玉縣。

## 來歷
高中畢業之後，她通過了日昇動畫（現在的萬代南夢宮電影公司）的應徵考試，但並未加入該工作室，而是被分配到佐藤元與安彥良和領導的動畫工作室「九月社」。
九月社解散後，曾在日昇動畫第7工作室和MADHOUSE工作。並擔任《DNA²》、《鐵腕女警》及《庫洛魔法使》的人物設定工作。在製作《庫洛魔法使》期間因精神疾病請假後，她沒有在特定工作室長期停留，開始與日昇動畫和BONES簽訂製作合約。
2023年12月，她出版了本身第1本畫冊《高橋久美子Animation Works》（Style）。在同一本書的訪談中，本人表示，在《赤髮白雪姬》之後，已經不再擔任動畫師，目前只從事有時間製作的作品的版權插圖和人物設定。

## 參加作品

### 電視動畫
1984年
- 銀河漂流拜法姆（原畫）
- 巨神高古（原畫）
- 星槍士俾斯麥（原畫）

1985年
- 福星小子 (1981年版)（原畫）
- 機動戰士Z鋼彈（原畫）
- 搞怪拍檔（原畫）

1987年
- 城市獵人（原畫）

1988年
- 城市獵人2（作畫監督、原畫）

1989年
- 城市獵人3（原畫）

1991年
- YAWARA！（原畫）

1992年
- 小巫仙（原畫）

1994年
- DNA²（人物設定[4]、作畫監督、OP原畫）

1995年
- 小紅豆（原畫）

1998年
- 庫洛魔法使（人物設定[5]、作畫監督）
- 槍神Trigun（原畫）

2002年
- 禁獵魔女（人物設定[6]、作畫監督（角色））

2003年
- 廢棄公主（原畫）

2004年
- 犬夜叉（作畫監督、原畫）
- KURAU Phantom Memory（日语：KURAU Phantom Memory）（作畫監督）
- 蒼穹之戰神（原畫）
- 鋼之鍊金術師（作畫監督、作畫監督補佐、原畫）

2005年
- 交響詩篇艾蕾卡7（作畫監督補佐）

2006年
- 櫻蘭高校男公關部（人物設定、總作畫監督）[7]
- 天保異聞 妖奇士（作畫監督協力）

2007年
- DARKER THAN BLACK -黑之契約者-（作畫監督）

2008年
- 結界師（原畫）

2015年
- 赤髮白雪姬（—2016年，人物設定[8][9]、總作畫監督）

### 電影動畫
1982年
- 機動戰士鋼彈III：相逢宇宙篇（動畫）

1984年
- 金肉人：被奪走的冠軍腰帶（日语：キン肉マン 奪われたチャンピオンベルト）（動畫）

1985年
- 福星小子3：情侶樂天派（日语：うる星やつら3 リメンバー・マイ・ラブ）（原畫）
- 忍者哈特利+小超人帕門：忍者怪獸吉波VS奇蹟蛋（日语：忍者ハットリくん+パーマン 忍者怪獣ジッポウVSミラクル卵）（動畫）

1986年
- 福星小子4：鬼姬傳說（日语：うる星やつら4 ラム·ザ·フォーエバー）（原畫）
- 亞利安（日语：アリオン (漫画)）（作畫監督補佐）

1989年
- 城市獵人：愛與宿命的馬格南（原畫）

1990年
- 隨風而逝的記憶（作畫監督、原畫）

1991年
- 福星小子：聖水奇緣（日语：うる星やつら いつだってマイ・ダーリン）（人物設定、作畫監督）

1993年
- 獸兵衛忍風帖（原畫）

1999年
- 劇場版 庫洛魔法使（人物設定、作畫監督）

2000年
- 劇場版 庫洛魔法使：被封印的卡片（人物設定）

2005年
- 劇場版 鋼之鍊金術師：森巴拉的征服者（作畫監督協力、原畫）

2018年
- 機動戰士鋼彈NT（主要人物原案）

2019年
- 劇場版 城市獵人：新宿PRIVATE EYES（人物設定[10]）

### OVA
1986年
- 今夜呼叫我（日语：Call Me トゥナイト）（人物設定、作畫監督）

1987年
- 學園特搜光音（日语：学園特捜ヒカルオン）（原畫）
- 戰國奇譚妖刀傳 -破獄之章-（日语：妖刀伝）（原畫）

1989年
- 怪力少女（原畫）

1992年
- 東京巴比倫（人物設定、作畫監督）

1993年
- （原畫）
- POPS（原畫）
- 人魚之傷（人物設定、作畫監督）

1994年
- 嬌娃夏生的危機（日语：なつきクライシス）（原畫）
- 最終幻想（原畫）
- 東京巴比倫2（人物設定、作畫監督）
- CLAMP IN WONDERLAND（日语：CLAMP IN WONDERLAND）（人物設定、作畫監督）

1995年
- 魔物獵人妖子5 光陰霸王之亂（原畫）

1996年
- 鐵腕女警（人物設定、作畫監督）

2010年
- 機動戰士鋼彈UC（人物設定、原畫）

### 畫冊
- 小黑祐一郎（企劃）. . Anime Style（日语：アニメスタイル）. 2023年12月. ISBN 978-4-90-294853-0.

## 腳註

## 外部連結
- （日語）